# رود تولپان
رود تولپان (انگلیسی: Tulpan) یک رودخانه در سرزمین پرم کشور روسیه است.